# Tytthoscincus sibuensis
Tytthoscincus sibuensis — вид сцинкоподібних ящірок родини сцинкових (Scincidae). Ендемік Малайзії.

## Поширення і екологія
Tytthoscincus sibuensis є ендеміками острова Сібу в архіпелазі Серібуат, розташованого на сході від Малайського півострова. Вони живуть в прибережних лісах, прилеглих до мангрових боліт.